# American Tower
American Tower est une entreprise américaine assurant la gestion des infrastructures mobiles pour le compte des opérateurs mobiles (un type d’entreprise appelé TowerCo).

## Histoire
En 2005, American Tower acquiert SpectraSite, pour 3 milliards de dollars, opération lui permettant d'avoir au total à cette date 22 600 tours de télécommunications aux États-Unis.
En août 2013, American Tower acquiert les activités de gestions d'infrastructures mobiles de NII Holdings pour 811 millions de dollars, lui permettant d'avoir la propriété sur 2 800 tours de télécommunication au Brésil et 1650 au Mexique
En septembre 2013, American Tower acquiert Global Tower Partners, une entreprise américaine de gestion de tour de télécommunication, pour 3,3 milliards de dollars en plus d'une reprise de dette de 1,5 milliard de dollars. Cette transaction permet à American Tower augmenter son parc de tour de télécommunication de 5 400 aux États-Unis.
En octobre 2015, American Tower acquiert une participation de 51 % dans l'entreprise indienne Viom pour 1,2 milliard de dollars, dans le but de fusionner ses activités dans le pays qui compte 14 000 antennes de téléommunications avec celle de Viom qui en compte 42 000.
En février 2017, en France, American Tower acquiert FPS Towers, pour plus de 700 millions d'euros, auprès d'Antin Infrastructure Partners. 
En novembre 2017, American Tower annonce l'acquisition pour 1,2 milliard de dollars de 20 000 pylônes télécoms aux opérateurs indiens Idea Cellular et Vodafone India, qui sont dans un processus de fusion de leurs activités.
En janvier 2021, Telefonica vend sa filiale Telxius qui possède ses 30 000 pylônes téléphoniques tant en Europe qu'en Amérique latine, pour 7,7 milliards d'euros, à American Tower.

## Actionnaires
Liste des principaux actionnaires au 30 octobre 2019.
| The Vanguard Group                                 | 12,8% |
| Wellington Management                              | 5,43% |
| Fidelity Management & Research                     | 4,59% |
| SSgA Funds Management Inc.                         | 4,15% |
| Capital Research & Management (World Investors)    | 2,79% |
| BlackRock Fund Advisors                            | 2,44% |
| Edgewood Management                                | 1,91% |
| Cohen & Steers Capital Management                  | 1,75% |
| Akre Capital Management                            | 1,62% |
| Northern Trust Investments (Investment Management) | 1,53% |